# Кінгс-інн
Кингс-інн (англ. King's Inn) — адвокатська палата в Ірландії.

## Історія
Адвокатське товариство було створено 1541 року, за 51 рік до створення Триніті-коледжу. Засновники назвали свою палату на честь короля Генріха VIII.
Серед відомих стажерів Кінгс-інн були Денієл О'Коннел: він і четверо його синів, які також проходили там стажування, у подальшому стали членами британського парламенту. Окрім того стажування в Кінгс-інн проходив прем'єр-міністр Ірландії Джон Костелло.